# Ernest Nolf
Ernest Emile Louis Marie Nolf (Ieper, 15 mei 1870 - Gent, 3 februari 1958) was een Belgisch advocaat, volksvertegenwoordiger en senator.

## Biografie
Ernest Nolf promoveerde tot doctor in de rechten (1891) aan de Universiteit van Luik. Hij werd advocaat en pleitbezorger.
In 1900 werd hij verkozen tot liberaal volksvertegenwoordiger voor het arrondissement Ieper. Hij vervulde dit mandaat tot in 1919. Hij werd vervolgens senator:
- verkozen voor het arrondissement Kortrijk-Ieper (1919-1921),
- gecoöpteerd senator (1921-1925),
- verkozen (1929-1933) (ontslagnemend).

Hij trouwde in 1905 in Gent met Elvira Amelot (1876-1962), zus van Alfred Amelot, burgemeester van Zingem en volksvertegenwoordiger. Hun dochter Andrée Nolf trouwde met een zoon van senator Paul Henricot en was tevens een schoonzus van senator Pierre Warnant.